# Jacobaea ferganensis
Jacobaea ferganensis — вид рослин із родини айстрових (Asteraceae).

## Середовище проживання
Зростає у Європі (Україна, євр. Росія) й Таджикистані.